# 徐新 (足球运动员)
徐新（1994年4月19日—），是一名中国足球运动员，现在效力于中超联赛球队上海海港，司职中场。

## 俱乐部生涯
徐新出生在辽宁省沈阳市，在和平区体校接受足球训练，之后转投天津泰达青训体系。2010年底，他被马德里竞技相中，进入马德里竞技的青年梯队。2013年5月12日，他在西班牙足球乙二级联赛马德里竞技B队主场0比1不敌马里诺的比赛第66分钟替补维森特·罗梅罗出场，上演职业生涯的首秀。 2013/14赛季，徐新从青年A队提升到马德里竞技C队，参加西班牙第四级别联赛。2013年8月25日，他在马德里竞技C主场2比2战平帕尔拉的比赛第71分钟替补萨穆埃尔·比利亚出场，上演在C队的首秀。
2015年12月25日，广州恒大淘宝足球俱乐部官方宣布与徐新签约。 2016年4月1日，广州恒大2-0广州富力足球俱乐部的比赛中，徐新迎来了自己加盟恒大之后的中超首秀。

## 国家队
2021年，为备战3月开踢的卡塔尔世预赛亚洲区40强赛下半程比赛，中国男足将于1月22日至2月10日在海口展开2021年首期集训，他入选27人名单。